# L'easy
L’easy er en dansk forretningskæde, som sælger forskellige elektronikprodukter i kombination med lånefinansiering. Forretningskæden er en del af virksomheden 3C Retail, som omfatter en række forskellige virksomheder, herunder D:E:R i Danmark, Thorn i Sverige og Norge.

## Historie
L’easy blev stiftet i 1985 af Niels Thorborg, som stadig står som ejer af forretningskæden. Virksomheden hed oprindeligt VaskRent, men skiftede navn i 1992. I Danmark er virksomheden repræsenteret i Odense, hvor hovedkontoret er placeret.

### Tidslinje
- 1985: Niels Thorborg grundlægger VaskRent.
- 1992: VaskRent skifter navn til L'easy.
- 1998: L'easy åbner i Sverige.
- 2001: L'easy åbner i Norge.
- 2005: D:E:R erhverves fra Thorn Nordics.
- 2006: Thorn-selskaberne i Norge og Sverige overtages.